# Delirium (gruppo musicale)
I Delirium sono una band di rock progressivo italiano, attiva dal 1970.

## Storia

### Formazione e successo
Formatosi a Genova sul finire degli anni sessanta con il nome di Sagittari, il complesso dei Delirium adotta la sigla definitiva nel 1971, con l'ingresso di un giovane Ivano Fossati alla voce, chitarra e flauto traverso. L'anno successivo il complesso vince il concorso "La strada del successo", indetto da Radio Monte Carlo, e dopo qualche mese si aggiudica il titolo "Rivelazione" al primo Festival di Musica d'Avanguardia e di Nuove Tendenze di Viareggio con la canzone Canto di Osanna, brano che ottiene grande successo anche all'estero e verrà registrato nelle versioni francese, inglese e tedesca. Sempre nel 1971, il complesso dei Delirium realizza il primo album, Dolce acqua. La band si fa notare sul palco di molti raduni pop, come il "Davoli Pop" di Reggio Emilia e il "Festival Pop" di Palermo. Nel 1972 il complesso partecipa al Festival di Sanremo con il brano Jesahel, canzone che diventerà una hit e che venderà diverse decine di migliaia di copie. Durante l'esecuzione sul palco del festival il gruppo si fa accompagnare da un gruppo di amici vestiti da hippy, che suonano le chitarre e cantano in coro; fra loro vi sono Oscar Prudente, Sara Borsarini (già interprete di alcune canzoni di Battisti), Mario Lavezzi e Alberto Canepa (dell'Assemblea Musicale Teatrale). Lo stesso anno la band partecipa alla manifestazione Un disco per l'estate, ottenendo il settimo posto nella classifica finale con il brano Haum!. Sempre nel 1972 appaiono nel film Continuavano a chiamarli i due piloti più matti del mondo. 
Nello stesso anno, Fossati abbandona la formazione e viene sostituito dall'inglese Martin Frederick Grice, proveniente dai Bo Bo's Band prima e dai Boomerang poi. La nuova formazione, avvalendosi dei testi di Mauro La Luce, registra Lo scemo e il villaggio, un album di jazz-rock progressive. Nel 1974 viene pubblicato Delirium III - Viaggio negli arcipelaghi del tempo, nel quale viene impiegata una vera sezione di archi e nel quale Mimmo Di Martino si cimenta per la prima volta alla chitarra elettrica.
Nel 1975 il polistrumentista Rino Dimopoli entra nella formazione al posto di Martin Grice; il complesso pubblica il 45 giri Signore per poi sciogliersi lo stesso anno.

### Reunion
Nel 1996 tre dei componenti del gruppo decidono di pubblicare il disco Jesahel, una storia lunga vent'anni. Nel 2001 Ettore Vigo, Pino Di Santo e Martin Grice riprendono l'attività del complesso riproponendone la musica progressiva che lo caratterizzò negli anni d'oro. Nel 2007 la band pubblica per la Black Widow Records un album live dal sapore progressive dal titolo Vibrazioni notturne, mixato allo studio Mediatech Communication da Verdiano Vera, che ripropone vari cavalli di battaglia dell'ensemble oltre a un medley dei Jethro Tull e With a Little Help from My Friends, cover dei Beatles. Nel 2009 esce l'album dal titolo Il nome del vento, registrato e mixato da Verdiano Vera allo Studio Maia di Genova.  Nell'estate 2012 il batterista Pino Di Santo viene sostituito da Alfredo Vandresi, già batterista con Shel Shapiro.
Il 16 maggio 2014 i musicisti dell'attuale formazione ritirano a Genova, presso la Fiera Internazionale della Musica, il FIM Award Premio Italia alla Carriera assegnato da CAPAM, Commissione Artistica per la Promozione dell'Arte e della Musica e consegnato da Verdiano Vera, patron della manifestazione. Durante l'evento il complesso dei Delirium interpreta i più grandi successi del suo repertorio. Nel 2015 la band realizza un album dal titolo L'era della menzogna, il cui argomento riguarda le varie forme di corruzione presenti nel nostro paese.

## Formazione

### Formazione attuale
- Alessandro Corvaglia (frontman) - voce, chitarra acustica, tastiere (dal 2014)
- Ettore Vigo - tastiera (dal 1970 al 1975; dal 2001)
- Michele Cusato - chitarra elettrica (dal 2014)
- Fabio Chighini - basso, voce (dal 2001)
- Alfredo Vandresi - batteria (dal 2012)
- Martin Frederick Grice - voce, flauto, sax (dal 1972)
- Mauro La Luce - paroliere (dal 1972)

### Ex componenti
- Peppino Di Santo - batteria, voce (dal 1970 al 2012)
- Ivano Fossati - voce, flauto (dal 1970 al 1972)
- Mimmo Di Martino - chitarra, voce (dal 1970 al 1974; dal 2008 al 2013)
- Rino Dimopoli - chitarra, voce, tastiere, flauto, violino (nel 1975)
- Marcello Reale - basso, voce (dal 1970 al 1975)

## Discografia

### Album in studio
- 1971 - Dolce acqua
- 1972 - Lo scemo e il villaggio
- 1974 - Delirium III - Viaggio negli arcipelaghi del tempo
- 2009 - Il nome del vento
- 2015 - L'era della menzogna

### Album dal vivo
- 2007 - Vibrazioni notturne - Live 2006
- 2011 - One Night in Genoa

### Raccolte
- 1996 - Jesahel - Una storia lunga 20 anni
- 1999 - Jesahel - Canto di Osanna (D.V. More Record, DV 6309)
- 2005 - Delirium 71-75 (2 cd)
- 2010 - Il viaggio continua - La storia 1970-2010
- 2016 - Delirium: Playlist (Warner Music, solo streaming)

### Singoli
- 1971 - Canto di Osanna/Deliriana
- 1972 - Jesahel/King's Road
- 1972 - Haum!/Movimento II: Dubbio
- 1972 - Dolce acqua/Favola o storia del lago di Kriss
- 1972 - Treno/È l'ora
- 1974 - Leôa de laôa/Pane vero vino puro
- 1975 - Jill/Live Love And Be Free
- 1975 - Cowboy/Corri bambino
- 1975 - Signore/Buana, The Rainbow

### DVD
- 2010 - Il viaggio continua: la storia 1970-2010